# Kiboga (district)
Kiboga is een district in de regio Central van Oeganda. Het administratief centrum bevindt zich in Kiboga. Kiboga telde in 2014 148.218 inwoners en in 2020 naar schatting 171.200 inwoners op een oppervlakte van 1574 km². Meer dan 72% van de bevolking woont op het platteland.
In 2010 werd het district Kyankwanzi afgesplitst van Kiboga. De autoweg tussen Hoima en Kampala loopt door het district.

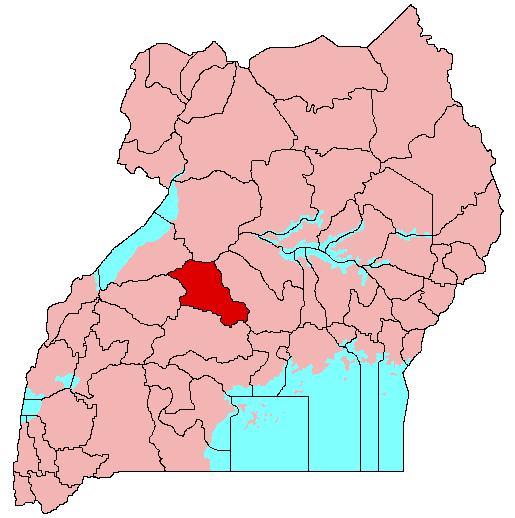
Het district voor het in 2010 werd opgesplitst